# Franco de Basilea
El franco de Basilea fue la divisa oficial del antiguo cantón suizo de Basilea, hoy dividido en los semicantones de Basilea-Ciudad y Basilea-Campiña, entre 1798 y 1850. Estaba subdividido en 10 Batzen, cada uno dividido a su vez en 10 Rappen.

## Historia
El franco había sido la moneda oficial de la República Helvética desde 1798. Tras el cese de la emisión de francos por la República en 1803, Basilea, en 1805 y hasta 1826, comenzó (al igual que otros cantones) a fabricar moneda propia. En 1850 el franco suizo fue reintroducido a la razón de 1 franco de Basilea = 1,5 francos suizos.

## Monedas
Fueron emitidas monedas de vellón de 1, 2 y 5 Rappen y ½ y 1 Batzen; y de plata de 3 y 5 Batzen.
- Datos: Q1144127